# Лоурі (Південна Дакота)
Лоурі (англ. Lowry) — місто (англ. town) в США, в окрузі Волворт штату Південна Дакота. Населення — 10 осіб (2020).

## Географія
Лоурі розташоване за координатами 45°18′56″ пн. ш. 99°58′52″ зх. д. / 45.31556° пн. ш. 99.98111° зх. д. (45.315584, -99.981154).  За даними Бюро перепису населення США в 2010 році місто мало площу 0,66 км², уся площа — суходіл.

## Демографія
Згідно з переписом 2010 року, у місті мешкало 6 осіб у 3 домогосподарствах у складі 3 родин. Густота населення становила 9 осіб/км².  Було 6 помешкань (9/км²).
Расовий склад населення:
| - 83,3 % — білих - 16,7 % — корінних американців |

До двох чи більше рас належало 0,0 %. Частка іспаномовних становила 0,0 % від усіх жителів.
За віковим діапазоном населення розподілялося таким чином: 0,0 % — особи молодші 18 років, 33,3 % — особи у віці 18—64 років, 66,7 % — особи у віці 65 років та старші. Медіана віку мешканця становила 71,5 року. На 100 осіб жіночої статі у місті припадало 100,0 чоловіків;  на 100 жінок у віці від 18 років та старших — 100,0 чоловіків також старших 18 років.
Цивільне працевлаштоване населення становило 4 особи. Основні галузі зайнятості: публічна адміністрація — 50,0 %, будівництво — 50,0 %.